# Bless Online
Bless Online (Koreaans: 블레스, geromaniseerd: Beulleseu) was een MMORPG computerspel, ontwikkeld door Neowiz Games. De releasedatum was 28 mei 2018 voor kopers van Founder's Pack en 30 mei 2018 voor Early Access on Steam. Bless Online maakt gebruik van een free-to-play bedrijfsmodel.

## Gameplay
Bless speelt zich af in een naadloze fantasiewereld. Het hoofdverhaal draait om een decenniumlange oorlog tussen twee facties, de Hieron natie en de Unión natie. De gamewereld wordt gescheiden door verschillende klimaatzones. Spelers kunnen de race en klasse van hun personage kiezen, waarbij race bepaalt met welke factie ze overeenkomen. Spelers kunnen lid worden van PvP kasteelbelegeringen om hun factiekracht te vergroten. Winnende belegeringen verlenen nieuwe missies en middelen. Er zijn ook factie- en race-afhankelijke scenario's beschikbaar voor spelers om hun personagevoortgang te bevorderen.

## Ontwikkeling
Bless werd aanvankelijk aangekondigd als BLESS, in 2011. Bless werd ontwikkeld met Unreal Engine 3, een game-engine van Epic Games. De westerse versie van Bless werd geannuleerd door speluitgever Aeria Games in 2017, maar Neowiz is van plan het spel zelf te publiceren. In juli 2017 kondigde Neowiz Games hun Rebuild-project aan om veel spelspecifieke componenten aan te pakken. Op TwitchCon 2017 kondigde Neowiz aan dat de releasedatum ergens in 2018 zou zijn en dat Bless beschikbaar komt op Steam , als onderdeel van het early access-programma. Vroege toegang van Steam omvatte gelokaliseerde versies voor Engelse, Duitse en Russische talen. Twee mobiele games gebaseerd op de Bless IP werden aangekondigd, één met Unreal Engine 4. Vanaf oktober 2017 beoordeelde Neowiz Games nog steeds opties voor het genereren van inkomsten in de game. De laatst overgebleven server in Korea werd afgesloten op 19 november 2018.

### Bètatests
De eerste gesloten bètatests begonnen in 2014 in Zuid-Korea. In augustus 2017 werden de open bèta-fase van Bless beschikbaar op Zuid-Koreaanse servers. Japanse gesloten bètatests begonnen in april en gingen door in oktober 2017. Van december 2016 tot mei 2017 werd een open bètaversie van de Bless client gehost op servers in Rusland voordat deze werd afgesloten.

## Definitieve release (Verenigde Staten en Europa)
Bless Online werd uitgebracht in Early Access on Steam voor Founder's Pack-kopers op 28 mei 2018 en Early Access op 30 mei 2018. De Steam-versie werd gesloten op 9 september 2019.